# Комітет ветеранів війни
Комітет ветеранів війни або просто ВКВ є громадським міжнародним об'єднанням громадських ветеранських організацій з 1992 року. Комітет ветеранів війни об'єднує близько 40 ветеранських організацій країн СНД. Керівник WVC Руслан Аушев. 23 липня 2004 року Комітету ветеранів війни Економічна і соціальна рада ООН надала спеціальний консультативний статус.